# Spalna bolezen
Spalna bolezen je razširjena v Podsaharski Afriki med 15° severne in 20° južne geografske širine. Povzročajo jo bičkarji iz rodu tripanosoma (vrteljc), prenaša pa jo muha cece (Glossina). Človek, okužen s spalno boleznijo, je kronično zaspan.

## Okužba in simptomi
Človek se okuži s spalno boleznijo, ko mu muha cece s pikom vbrizga slino in tripanosome. Paraziti se v drugem stadiju ugnezdijo v srčni mišici ali črevesni steni.
Simptoma sta utrujenost in zaspanost, zraven pa lahko bolnik shujša in dobi tudi visoko vročino, povečane bezgavke, bolečo razjedo na mestu pika in glavobol.

## Zdravljenje
Proti bolezni v preteklosti niso poznali zdravila in se je brez zdravljenja bolezen praviloma končala s smrtjo. Verjetnost ozdravitve je v prvem stadiju velika. V drugem stadiju, ko je prizadeto osrednje živčevje, pa v večini primerov pusti trajne posledice. Bolezen trenutno ogroža okrog 35 milijonov ljudi. Na leto jih umre okoli 20 tisoč. 
 

V prvem stadiju bolezen zdravimo s pentamidinom ali suraminom. Za drugi stadij uporabljamo eflornithine ali kombinacijo nifurtimoxa in eflornithina. Za tip bolezni TbR se za obe stopnji uporablja melarsoprol, ki pa ima veliko stranskih učinkov.

## Drugi problemi
Spalna bolezen prizadene tudi živali (kamele, konje, govedo, koze, ovce...). Na leto jih pomre na milijone. V državah, kjer je govedoreja pomembna gospodarska panoga, močno pade BDP. Ponekod tudi za desetino.